# Idioma latji latji
Ladji Ladji (Ledji-Ledji) es un idioma aborigen australiano moribundo una vez ampliamente hablado en Nueva Gales del Sur y Victoria por el pueblo Latjilatji (o Ladji Ladji ).
Ladji Ladji es parte de las rama kulin de la familia de lenguas pama-nyungan, que hablaban la mayoría de los aborígenes australianos antes de la colonización de Australia. por el Imperio Británico.
El Ladji Ladji vivía en el Río Murray en el área de Mildura. El asentamiento blanco de esa área ocurrió en 1845-7.